# Javier de Viana
Javier de Viana ist eine Ortschaft im Norden Uruguays.

## Geographie
Sie liegt auf dem Gebiet des Departamento Artigas in dessen Sektor 1 nordöstlich von Cuaró und westlich der Departamento-Hauptstadt Artigas. In der Nähe des Ortes fließt südlich der Arroyo Tres Cruces Grande.

## Infrastruktur

### Bildung
Javier de Viana verfügt mit dem am 16. April 2005 gegründeten Centro Educativo Integrado Javier de Viana über eine weiterführende Schule (Liceo). Im Jahr 2008 wies die Schule, die ein von Paso Farías, Colonia Rivera, Bernabé Rivera über Topador reichendes Einzugsgebiet abdeckt, eine Schülerzahl von 28 auf.

### Verkehr
Javier de Viana liegt an der Ruta 30, über die der Ort an die Departamento-Hauptstadt angeschlossen ist.

## Einwohner
Javier de Viana hat 140 Einwohner, davon 68 Männer und 72 Frauen (Stand: 2011).
| Jahr | Einwohner |
| ---- | --------- |
| 1963 | 318       |
| 1975 | 283       |
| 1985 | 261       |
| 1996 | 225       |
| 2004 | 206       |
| 2011 | 140       |

Quelle: Instituto Nacional de Estadística de Uruguay